# Falkenbergs kraftsportsklubb
Falkenbergs Kraftsportklubb (FKSK) grundades på nyårsnatten år 2000 av de passionerade kraftsportentusiasterna Gerry Dahlgren, Petter Erlandsson och Jerker Håkansson. Klubbens ursprungliga syfte var att skapa en plats där människor i alla åldrar och på alla nivåer kunde utvecklas inom kraftsportens olika discipliner. Genom åren har klubben dock specialiserat sig på bänkpress och styrkelyft, områden där FKSK har etablerat sig som en ledande aktör på både nationell och internationell nivå.
År 2001 markerade en viktig milstolpe för klubben när tävlingsverksamheten startade. Sedan dess har FKSK fostrat många framstående lyftare som har tagit både nationella och internationella medaljer och därmed satt klubben på kartan inom styrkelyfts- och bänkpressvärlden.
Falkenbergs Kraftsportklubb är stolt medlem i Riksidrottsförbundet och verkar aktivt för att främja en dopingfri idrott i Sverige. Detta engagemang för rent idrottande är en central del av klubbens filosofi och arbetsmetod, där fair play, disciplin och långsiktig utveckling alltid sätts i fokus.
Klubben har också organiserat serielag för både bänkpress och styrkelyft, vilket ger medlemmarna möjlighet att tävla i lag och stärka klubbens gemenskap och konkurrenskraft.
Falkenbergs Kraftsportklubb fortsätter att växa och utvecklas, och med sina engagerade tränare, dedikerade lyftare och passionerade medlemmar är FKSK en klubb som inte bara ser till dagens prestationer, utan också har en långsiktig vision för framtiden. Klubben arbetar för att erbjuda bästa möjliga förutsättningar för sina medlemmar och att fortsätta vara en positiv kraft inom den svenska kraftsporten.

## Internationella prestationer för klubben
Falkenbergs Kraftsportklubb har genom åren haft framstående atleter som har representerat Sverige och klubben på internationella tävlingar. Här följer en sammanfattning av klubbens internationella prestationer:

### Carl Johansson
- Guld, Junior-VM Klassisk Styrkelyft 2022 (-74 kg)
- Guld, Junior-EM Klassisk Styrkelyft 2022 (-74 kg)
- Guld, VM Klassisk Styrkelyft 2023 (-74 kg)[2]

### Annika Zelander
- Guld, VM Klassisk Bänkpress 2024 (-84 kg)[3]

### Emma Andersson
- 5a, Junior-VM Klassisk Styrkelyft 2015 (-84 kg)[4]

### Jacob Nilsson
- 9a, Junior-VM Klassisk Styrkelyft 2024 (-93 kg)[5]

### Marie Ahlsten
- 4a, Veteran EM M2 Klassisk Styrkelyft 2018 (-84 kg)
- 5a, Veteran VM M2 Klassisk Styrkelyft 2018 (-84 kg)
- Guld, Veteran VM M2 Klassisk Styrkelyft 2021 (-84 kg)[6]

### Gerry Dahlgren
- Silver, Veteran NM M2 Utrustad Styrkelyft 2003 (-75 kg)
- 7a, Veteran Europa Mästerskapen M2 Utrustad Styrkelyft 2003 (-75 kg)
- 4a, Veteran Europa Mästerskapen M2 Utrustad Styrkelyft 2004 (-75 kg)[7]

### Lino Hellemaa
- Guld, Junior NM Klassisk Styrkelyft 2023 (-83 kg)
- 4a, Junior NM Klassisk Styrkelyft 2024 (-93 kg)[8]

### Isac Toldbod
- Brons, Ungdom NM Klassisk Styrkelyft 2024 (-74 kg)[9]

## Sammanfattning
Falkenbergs Kraftsportklubb har visat på internationell framgång med flera guldmedaljer, samt flera topplaceringar på internationella mästerskap. Dessa prestationer har stärkt klubbens position som en ledande aktör inom styrkelyft och bänkpress både på nationell och internationell nivå.

## SM Medaljer som vunnit av tävlande för klubben
Falkenbergs Kraftsportklubb har genom åren haft många framstående atleter som vunnit ett stort antal medaljer vid svenska mästerskap i styrkelyft och bänkpress. Här följer en sammanfattning av klubbens prestationer på SM-nivå:

### Carl Johansson
- Guld, Junior-SM Klassisk Styrkelyft 2020 (-74 kg)
- Guld, Senior-SM Klassisk Styrkelyft 2023 (-74 kg)
- Guld, Senior-SM Klassisk Styrkelyft 2025 (-83 kg)[10]

### Jacob Nilsson
- Silver, Ungdoms-SM Klassisk Styrkelyft 2020 (-74 kg)
- Guld, Ungdoms-SM Klassisk Bänkpress 2020 (-74 kg)
- Brons, Junior-SM Klassisk Styrkelyft 2021 (-83 kg)
- Silver, Junior-SM Klassisk Styrkelyft 2022 (-83 kg)
- Brons, Junior-SM Klassisk Styrkelyft 2023 (-93 kg)
- Guld, Junior-SM Klassisk Styrkelyft 2024 (-93 kg)[5]

### Emma Andersson
- Silver, Senior-SM Klassisk Styrkelyft 2014 (-84 kg)
- Silver, Junior-SM Klassisk Styrkelyft 2015 (-84 kg)
- Silver, Junior-SM Klassisk Styrkelyft 2017 (-84 kg)[4]

### Alexander Karlsson
- Silver, Senior-SM Styrkelyft 2025 (-105 kg)[11]

### Jonas Westerdahl
- Brons, Senior-SM Utrustad Bänkpress 2008 (-110 kg)
- Brons, Senior-SM Utrustad Styrkelyft 2011 (-120 kg)[12]

### Olive Eriksson
- Silver, Senior-SM Klassisk Bänkpress 2014 (-83 kg)[13]

### Daniel Marmander
- Guld, Senior-SM Utrustad Styrkelyft 2009 (-56 kg)
- Guld, Senior-SM Utrustad Bänkpress 2009 (-56 kg)
- Guld, Senior-SM Utrustad Styrkelyft 2010 (-56 kg)
- Guld, Senior RM Klassisk Styrkelyft 2011 (-59 kg)
- Guld, Senior-SM Utrustad Bänkpress 2011 (-59 kg)
- Silver, Senior-SM Utrustad Styrkelyft 2012 (-59 kg)
- Silver, Senior-SM Klassisk Styrkelyft 2012 (-59 kg)
- Silver, Senior-SM Utrustad Bänkpress 2012 (-59 kg)
- Silver, Senior-SM Utrustad Bänkpress 2013 (-59 kg)[14]

### Kristian Möller
- Guld, Senior-SM Utrustad Styrkelyft 2012 (-74 kg)
- Silver, Senior-SM Utrustad Styrkelyft 2016 (-83 kg)[15]

### Marie Ahlsten
- Silver, Veteran SM M2 Klassisk Styrkelyft 2017 (-72 kg)
- Guld, Veteran SM M2 Klassisk Styrkelyft 2018 (-84 kg)
- Silver, Veteran SM M2 Klassisk Bänkpress 2018 (-84 kg)
- Guld, Veteran SM M2 Klassisk Styrkelyft 2023 (-84 kg)
- Silver, Veteran SM M2 Klassisk Bänkpress 2023 (-84 kg)[16]

### Gerry Dahlgren
- Silver, Veteran SM M1 Utrustad Styrkelyft 1999 (-75 kg)
- Silver, Veteran SM M2 Utrustad Styrkelyft 2002 (-75 kg)
- Guld, Veteran SM M2 Utrustad Styrkelyft 2003 (-75 kg)
- Guld, Veteran SM M2 Utrustad Styrkelyft 2008 (-75 kg)
- Silver, Veteran SM M2 Utrustad Styrkelyft 2009 (-75 kg)
- Guld, Veteran RM M3 Utrustad Styrkelyft 2012 (-74 kg)
- Guld, Veteran SM M3 Utrustad Bänkpress 2013 (-74 kg)
- Silver, Veteran SM M3 Klassisk Bänkpress 2018 (-74 kg)
- Silver, Veteran SM M4 Klassisk Bänkpress 2024 (-74 kg)
- Guld, Veteran SM M4 Utrustad Bänkpress 2024 (-74 kg)[17]

### Alf Regnander
- Silver, Veteran SM M3 Utrustad Styrkelyft 2009 (-100 kg)
- Silver, Veteran SM M3 Utrustad Styrkelyft 2011 (-105 kg)[18]

### Julius Levin
- Silver, Junior-SM Utrustad Styrkelyft 2015 (-83 kg)[19]

### Lino Hellemaa
- Guld, Junior-SM Klassisk Styrkelyft 2023 (-83 kg)
- Guld, Junior-SM Klassisk Styrkelyft 2024 (-83 kg)[20]

### Isac Toldbod
- Silver, Ungdoms-SM Klassisk Bänkpress 2024 (-74 kg)
- Silver, Ungdoms-SM Klassisk Styrkelyft 2024 (-74 kg)
- Silver, Senior-SM Styrkelyft 2025 (-74 kg)

### Fatmir Ademi
- Brons, Junior-SM Klassisk Bänkpress 2025 (-105 kg)[21]

### Mats Ottosson
- Guld, Veteran SM M4 Klassisk Bänkpress 2025 (-74 kg)[22]

### Niklas Håkansson
- Brons, Junior-SM Klassisk Bänkpress 2024 (-93 kg)[23]

## Sammanfattning
Falkenbergs Kraftsportklubb har vunnit totalt 53 SM-medaljer inom olika tävlingsformat inom styrkelyft och bänkpress. 